# Myrmarachne elongata
Myrmarachne elongata är en spindelart som beskrevs av Kálmán Szombathy 1915. Myrmarachne elongata ingår i släktet Myrmarachne och familjen hoppspindlar. Inga underarter finns listade i Catalogue of Life.